# 음력 6월 6일
음력 6월 6일은 음력 6월의 6번째 날이다.

## 사건
- 1395년 - 조선 태조 4년, 한양부(漢陽府)를 고쳐서 한성부(漢城府)라 하고, 아전들과 백성들을 견주(見州)로 옮기고 양주군(楊州郡)이라 고쳤다.
- 1620년 - 조선 광해군 12년, 한성부 도성 안에 전염병이 돌아 많은 사람이 죽다.
- 1718년 - 조선 숙종 44년, 팔도에서 두 달 동안 가물어서 기근과 전염병이 번갈아 극성을 부리다. 죽은 자가 수십 만이다.
- 1789년 - 조선 정조 13년, 평안도에서 폭우로 대동강이 넘치다. 부서진 집을 고쳐주고 구휼하다.
- 1842년 - 조선 현종 8년, 가뭄이 끝나고 비가 내리다. 왕이 보사제(報祀祭)를 시행하게 함

## 문화
- 1789년 - 조선 정조 13년, 황해도 문화현(文化縣) 구월산(九月山)의 삼성사(三聖祠)를 개수(改修)하고 제사 의식을 개정(改正)하였다.
- 2006년 - 제주도가 제주특별자치도로 출범하였다.
- 2011년 -
  - 천주교 광주대교구 보좌주교에 임명된 옥현진 (시몬) 주교의 서품식이 임동 주교좌 성당에서 열렸다.
  - 국제 올림픽 위원회에서 2018년 동계 올림픽 개최지가 강원도 평창으로 결정이 났다.

## 탄생
- 1895년 - 대한민국의 독립운동가 장진홍.
- 1907년 - 일제강점기의 공산주의 독립운동가, 조선민주주의인민공화국의 군인, 정치인 최현.
- 1969년 - 대한민국의 배우 윤용현.
- 1973년 - YG 엔터테인먼트의 대표이사 양민석.
- 1984년 - 대한민국의 배우 이제훈.
- 1989년
  - 대한민국의 가수 손성아(나인뮤지스).
  - 대한민국의 배우 서주형.
  - 대한민국의 배우 신현수.
- 1990년
  - 대한민국의 배우 윤진이.
  - 대한민국의 레이싱 모델 김초롱.
  - 대한민국의 래퍼 키디비.

## 사망
- 1849년 - 조선 제24대 국왕 조선 헌종.

## 같이 보기
- 음력 360일: 1월 2월 3월 4월 5월 6월 7월 8월 9월 10월 11월 12월
- 전날:6월 5일 다음날:6월 7일 - 전달:5월 6일 다음달:7월 6일
- 양력:6월 6일
- 음력, 윤달